# KCNJ12
KCNJ12 (англ. Potassium voltage-gated channel subfamily J member 12) – білок, який кодується однойменним геном, розташованим у людей на короткому плечі 17-ї хромосоми. Довжина поліпептидного ланцюга білка становить 433 амінокислот, а молекулярна маса — 49 001.
| 10         |  | 20         |  | 30         |  | 40         |  | 50         |
| ---------- |  | ---------- |  | ---------- |  | ---------- |  | ---------- |
| MTAASRANPY |  | SIVSSEEDGL |  | HLVTMSGANG |  | FGNGKVHTRR |  | RCRNRFVKKN |
| GQCNIEFANM |  | DEKSQRYLAD |  | MFTTCVDIRW |  | RYMLLIFSLA |  | FLASWLLFGI |
| IFWVIAVAHG |  | DLEPAEGRGR |  | TPCVMQVHGF |  | MAAFLFSIET |  | QTTIGYGLRC |
| VTEECPVAVF |  | MVVAQSIVGC |  | IIDSFMIGAI |  | MAKMARPKKR |  | AQTLLFSHNA |
| VVALRDGKLC |  | LMWRVGNLRK |  | SHIVEAHVRA |  | QLIKPRVTEE |  | GEYIPLDQID |
| IDVGFDKGLD |  | RIFLVSPITI |  | LHEIDEASPL |  | FGISRQDLET |  | DDFEIVVILE |
| GMVEATAMTT |  | QARSSYLANE |  | ILWGHRFEPV |  | LFEEKNQYKI |  | DYSHFHKTYE |
| VPSTPRCSAK |  | DLVENKFLLP |  | SANSFCYENE |  | LAFLSRDEED |  | EADGDQDGRS |
| RDGLSPQARH |  | DFDRLQAGGG |  | VLEQRPYRRE |  | SEI        |  |            |

A: Аланін

C: Цистеїн

D: Аспарагінова кислота

E: Глутамінова кислота

F: Фенілаланін

G: Гліцин

H: Гістидин

I: Ізолейцин

K: Лізин

L: Лейцин

M: Метіонін

N: Аспарагін

P: Пролін

Q: Глутамін

R: Аргінін

S: Серин

T: Треонін

V: Валін

W: Триптофан

Кодований геном білок за функціями належить до іонних каналів, потенціалзалежних каналів. 
Задіяний у таких біологічних процесах, як транспорт іонів, транспорт, транспорт калію. 
Білок має сайт для зв'язування з калію. 
Локалізований у клітинній мембрані, мембрані.